# Championnat d'Afrique du Sud de Formule 1 1964
Navigation
1963 1965
Le championnat d'Afrique du Sud de Formule 1 1964 est la 12e saison du Championnat d'Afrique du Sud des pilotes et la quatrième avec des monoplaces de type Formule 1. Bien que non organisée par la FIA, les monoplaces en suivent la réglementation officielle.
La première course se déroule en décembre 1963.
John Love remporte le titre de champion d'Afrique du Sud.

## Résultats
| no | Date         | Course              | Lieu             | Vainqueur      | Écurie              | Pole position  | Record du tour | Résumé |
| -- | ------------ | ------------------- | ---------------- | -------------- | ------------------- | -------------- | -------------- | ------ |
| 1  | 14 décembre  | Grand Prix du Rand  | Kyalami          | John Surtees   | Ferrari             | John Surtees   | John Surtees   | Résumé |
| 2  | 29 février   | Kyalami F1          | Kyalami          | Clive Puzey    | Clive Puzey Motors  |                |                |        |
| 3  | 30 mars      | Pietermaritzburg F1 | Pietermaritzburg | John Love      | John Love           |                |                |        |
| 4  | 6 juin       | Kyalami F1          | Kyalami          | Peter de Klerk | Otelle Nucci        | Peter de Klerk |                |        |
| 5  | 20 juin      | Pietermaritzburg F1 | Pietermaritzburg | John Love      | John Love           | John Love      |                |        |
| 6  | 13 juillet   | East London F1      | East London      | John Love      | John Love           | John Love      |                |        |
| 7  | 1er août     | Kyalami F1          | Kyalami          | Peter de Klerk | Otelle Nucci        |                |                |        |
| 8  | 23 août      | Pietermaritzburg F1 | Pietermaritzburg | Trevor Blokdyk | Hoffman Racing Team |                |                |        |
| 9  | 19 septembre | Killarney F1        | Killarney        | Trevor Blokdyk | Hoffman Racing Team |                |                |        |
| 10 | 10 octobre   | Kyalami F1          | Kyalami          | John Love      | John Love           |                |                |        |

## Référence
Résultats de la saison sur Motorsportmagazine